# Mussie Zerai

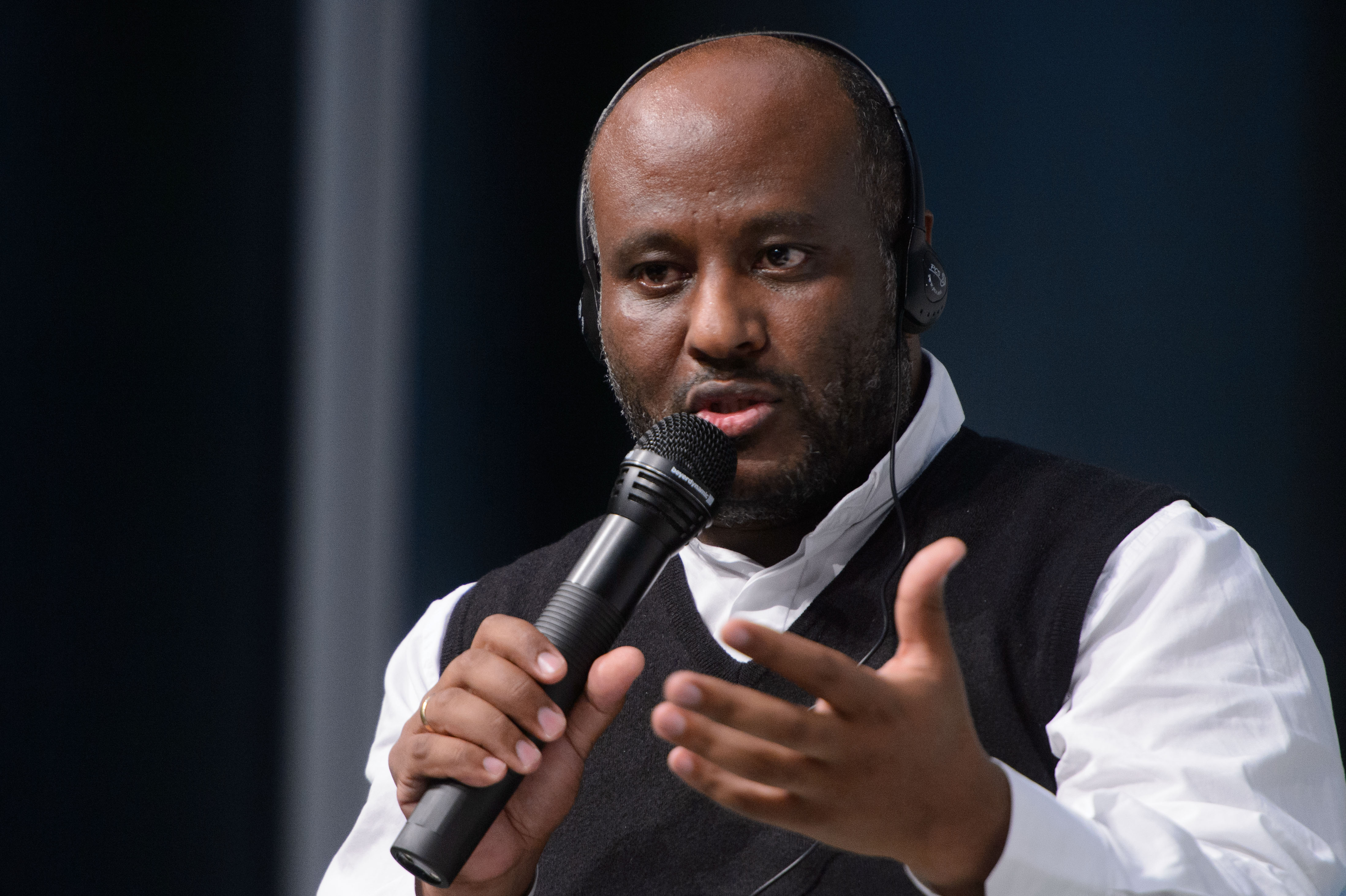
Mussie Zerai, 2013

Mussie Zerai (* 1975 in Asmara, Eritrea) ist ein eritreischer römisch-katholischer Priester.

## Leben
Zerai wurde als fünftes von acht Geschwistern im seinerzeit von Äthiopien besetzten Eritrea geboren. Er wuchs im bürgerkriegsgeprägten Asmara auf. Sein Vater flüchtete 1979 nach einer Inhaftierung ohne seine Familie nach Italien, seine Mutter starb 1982, und Zerai und seine drei Schwestern und vier Brüder lebten fortan bei ihrer Großmutter. Schon im Alter von 14 Jahren entschied sich Zerai, Priester zu werden. Seit 1992 in Rom lebend, trat er im Jahr 2000 dem Orden der Scalabrinianer bei und lebte drei Jahre in Piacenza, der Heimat des Ordens. Von 2003 bis 2010 war er in Rom in der Scalabrinianischen Mission tätig. Er empfing in der Kirche Santo Stefano degli Abissini die Priesterweihe und wirkt seit 2011 in Erlinsbach SO, von wo aus er die Seelsorge für in der Schweiz lebende katholische Eritreer betreibt.
Zerai wurde bekannt durch seine Unterstützung von auf dem Mittelmeer gestrandeten Flüchtlingen, die größtenteils aus Ostafrika (vor allem Eritrea, Somalia) und Syrien stammen und von denen allein seit dem Jahr 2000 Zehntausende ertrunken sind. Zerais Mobiltelefonnummer, die er Mitte der 2000er Jahre seiner Großmutter gegeben hatte, verbreitete sich im Lauf der Zeit unter Flüchtlingen, die ihn immer öfter kontaktierten, wenn ihr Boot im Mittelmeer in Seenot geriet. Zerai gibt ihre GPS-Koordinaten an die italienische Küstenwache weiter und konnte auf diese Weise Tausenden von Flüchtlingen das Leben retten.
In Rom gründete Zerai die gemeinnützige Agenzia Habeshia per la Cooperazione allo Sviluppo. 2016 listete ihn das Time-Magazin unter den einhundert einflussreichsten Personen der Welt auf.
Für sein Engagement für Flüchtlinge erhielt Zerai den Menschenrechtspreis von Pro Asyl. 2020 erhielt er die Ehrendoktorwürde der Universität Luzern.